# فکتیو
فکتیو که در هلندی قدیم ویختن نامیده می‌شد، یک کاستلوم رومی در استان ژرمنیای کوچک است که در سال 4 یا 5 پس از میلاد تأسیس شد. این مکان در جایی قرار داشت که رودخانه وِخت (Fectio) از راین منشعب می‌شد و به دریاچه فِلوو منتهی می‌شد که بعداً به زایدرزی می‌ریخت.  این اثر در نزدیکی دهکده مدرن ویختن در شهرداری بونیک ، اوترخت ، هلند قرار دارد.

## لینک های خارجی
- Fectio (Vechten) بایگانی‌شده  در ۲۷ مارس ۲۰۱۵ توسط Wayback Machine
- Roman 'Turris' at Fort Vechten